# 夢的背後
《夢的背後》，是一部中國大陸導演馬英力的紀錄片，拍攝婁燁的《風中有朵雨做的雲》製作過程。

## 發行
該部電影確定與《風中有朵雨做的雲》於2018年金馬國際影展舉行世界首映，2023年1月20日在日本随《风中有朵雨做的云》同期上映。

## 外部連結
- 互联网电影数据库（IMDb）上《夢的背後》的资料（英文）
- 豆瓣电影上《夢的背後》的資料 （简体中文）
- 開眼電影網上《夢的背後》的資料（繁體中文）